# Cruel Summer
Cruel Summer är en låt av Bananarama utgiven 1983. Den nådde 8:e plats på UK Singles Chart och efter att låten förekommit i filmen Karate Kid: Sanningens ögonblick 1984 blev den en hit även i USA där den gick upp på 9:e plats på singellistan, vilket var gruppens första framgång i USA. År 1989 gjordes en ny version, Cruel Summer '89, en hit på nytt med en 19:e plats på brittiska singellistan.
Låten skrevs av Bananarama tillsammans med deras producenter Steve Jolley och Tony Swain. Bananaramas Sara Dallin sade 2009 om låten: "De bästa sommarlåtarna påminner dig om din ungdom" och att den här "anspelade på de mörkare sidorna: den tittade på den tryckande hettan och eländet med att vilja vara tillsammans med någon medan sommaren passerar förbi."
År 1998 gjorde svenska Ace of Base en coverversion av låten som också blev en topp 10-hit i både Storbritannien och USA.

## Källa
- Cruel Summer by Bananarama Songfacts.com